# Domkrets
Domkrets kallas det område eller territorium inom vilket en viss domstol har jurisdiktion. I Sverige utgörs ett sådant område oftast av flera län eller kommuner. I undantagsfall kan en domkrets utgöras av landet som helhet, när det gäller specialdomstolar och de högsta domstolarna.
Indelningen i domkretsar är nära förknippad med forumregler, som avgör vilken domstol som är behörig att ta upp ett mål.

## Domkretsar i Sverige

### Tingsrätterna
En svensk tingsrätts domkrets (geografiska ansvarsområde) kallades före 1 juli 2018 domsaga men kallas därefter bara domkrets, i enlighet med vad det kallas för andra domstolar. Det som skedde 2018 var ett namnbyte; ingen ändring i tingsrätternas geografiska indelning skedde samtidigt.
Det finns 48 tingsrätter i Sverige och därmed 48 domkretsar för tingsrätterna. Varje domkrets består (med ett undantag) av en eller flera kommuner. Det förekommer att åklagarkammare har samma indelning som tingsrätterna, men en åklagarkammare kan också arbeta mot flera tingsrätter. Till exempel åklagarkammaren i Luleå arbetar mot tingsrätterna i Luleå, Haparanda, och Gällivare. Åklagarkammaren i Borås arbetar mot tingsrätterna i Borås och Alingsås.
Att regeringen har befogenhet att dela in Sverige i domkretsar för tingsrätterna framgår av 1 kap. 1 § rättegångsbalken. Nuvarande indelning är fastställd genom förordningen (1982:996) om tingsrätternas domkretsar, som innan 1 juli 2018 hette förordningen (1982:996) om rikets indelning i domsagor. 
Exempelvis skall brott begångna i Stockholm normalt lagföras vid Stockholms tingsrätt, förutsatt att det är begånget inom domkretsen för Stockholms tingsrätt (innan namnändringen kallat Stockholms domsaga). Domkretsen för Stockholms tingsrätt är Stockholms kommun och Lidingö kommun, dock inte Västerort och Söderort i Stockholms kommun. Närmare bestämt tillhör distrikten/församlingarna Bromma, Västerled, Vällingby, Hässelby, Kista Spånga, Brännkyrka, Vantör, Farsta, Enskede, Skarpnäck, Hägersten och Skärholmen andra domkretsar än Stockholm, de tillhör antingen Solna eller Södertörns domkretsar (och Solna och Södertörns tingsrätter). Stockholms kommun är den enda kommunen i Sverige som är uppdelad mellan olika tingsrätter på detta sätt. Alla andra kommuner tillhör en enda domkrets medan Stockholm är uppdelat på församlingsnivå/distriktsnivå.

### Hovrätterna
En svensk hovrätts domkrets omfattar domkretsarna för de tingsrätter som lyder under hovrätten.

### Förvaltningsrätterna
I Sverige ersatte 12 förvaltningsrätter de 23 länsrätterna från den 15 februari 2010. Sveriges länsrätter hade domkretsar som i de flesta fall motsvarade länen. Undantaget från huvudregeln var Västra Götalands län, där fanns Länsrätten i Göteborg, Länsrätten i Mariestad och Länsrätten i Vänersborg, vars domkretsar i huvudsak motsvarade de tre tidigare länen Göteborgs och Bohus län, Skaraborgs län respektive Älvsborgs län. De södra delarna av det tidigare Skaraborgs län som vid bildandet av Västra Götalands län överfördes till Jönköpings län, tillhörde emellertid fram till februari 2010 domkretsen för Länsrätten i Jönköpings län.
Förvaltningsrätternas domkretsar utgörs av ett antal län eller kommuner. Den närmare indelningen framgår av 5 § förordningen (1977:937) om allmänna förvaltningsdomstolars behörighet m.m.

### Kammarrätterna
Sveriges fyra kammarrätter har domkretsar motsvarande förvaltningsrätternas domkretsar enligt följande.
- Kammarrätten i Stockholm tar upp överklaganden från Förvaltningsrätten i Stockholm och Förvaltningsrätten i Uppsala.
- Kammarrätten i Göteborg tar upp överklaganden från Förvaltningsrätten i Malmö, Förvaltningsrätten i Göteborg och Förvaltningsrätten i Karlstad.
- Kammarrätten i Sundsvall tar upp överklaganden från Förvaltningsrätten i Falun, Förvaltningsrätten i Härnösand, Förvaltningsrätten i Umeå och Förvaltningsrätten i Luleå.
- Kammarrätten i Jönköping tar upp överklaganden från Förvaltningsrätten i Linköping, Förvaltningsrätten i Jönköping och Förvaltningsrätten i Växjö.

### Högsta domstolen och Högsta förvaltningsdomstolen
Sveriges två högsta domstolar, Högsta domstolen som allmän domstol och Högsta förvaltningsdomstolen som allmän förvaltningsdomstol, har domkretsar som omfattar hela landet.

### Patent- och marknadsdomstolen och Patent- och marknadsöverdomstolen
Patent- och marknadsdomstolen och Patent- och marknadsöverdomstolen har hela landet som upptagningsområden, dvs domkretsarna omfattar hela landet. 

### Mark- och miljödomstolarna och Mark- och Miljööverdomstolen
Mark- och miljödomstolarna har domkretsar som i lagtexten benämns "domsområden". Dessa är, enligt förordningen (2010:984) om mark- och miljödomstolarnas domsområden:
- Domsområdet för Mark- och miljödomstolen vid Umeå tingsrätt omfattar Norrbottens län samt Bjurholms, Lycksele, Malå, Nordmalings, Norsjö, Robertsfors, Skellefteå, Sorsele, Storumans, Umeå, Vindelns, Vännäs och Örnsköldsviks kommuner.
- Domsområdet för Mark- och miljödomstolen vid Östersunds tingsrätt omfattar Gävleborgs och Jämtlands län samt Dorotea, Härnösands, Kramfors, Sollefteå, Sundsvalls, Timrå, Vilhelmina, Ånge och Åsele kommuner.
- Domsområdet för Mark- och miljödomstolen vid Nacka tingsrätt omfattar Stockholms, Uppsala, Södermanlands, Gotlands, Västmanlands och Dalarnas län samt Hallsbergs, Kumla, Lekebergs, Lindesbergs, Ljusnarsbergs, Nora och Örebro kommuner.
- Domsområdet för Mark- och miljödomstolen vid Växjö tingsrätt omfattar Östergötlands, Jönköpings, Kronobergs, Kalmar, Blekinge och Skåne län.
- Domsområdet för Mark- och miljödomstolen vid Vänersborgs tingsrätt omfattar Hallands, Västra Götalands och Värmlands län samt Askersunds, Degerfors, Hällefors, Karlskoga och Laxå kommuner.

Mark- och miljööverdomstolen har hela landet som domkrets. 

### Migrationsdomstolarna och Migrationsöverdomstolen
Migrationsdomstolarna, som finns vid fyra av landets förvaltningsrätter, har följande län som domsområden, vilket följer av 6 § förordningen (1977:937) om allmänna förvaltningsdomstolars behörighet m.m.:
- Migrationsdomstolen vid Förvaltningsrätten i Stockholm: Stockholms län, Uppsala län, Södermanlands län, Gotlands län, Västmanlands län, Dalarnas län och Gävleborgs län
- Migrationsdomstolen vid Förvaltningsrätten i Malmö: Skåne län, Blekinge län, Jönköpings län, Kronobergs län, Kalmar län och Östergötlands län
- Migrationsdomstolen vid Förvaltningsrätten i Göteborg: Västra Götalands län, Hallands län, Värmlands län och Örebro län
- Migrationsdomstolen vid Förvaltningsrätten i Luleå: Jämtlands län, Västernorrlands län, Västerbottens län och Norrbottens län

Migrationsöverdomstolen har hela landet som domkrets.